# 석기만
석기만(石基萬, 1886년~1923년 9월 13일)은 한국의 독립운동가이다.

## 생애
서간도 지역의 대한국민단 서무부에서 항일운동을 전개했으며, 이듬해에는 광정단에 합류해 총무로 활동했다.
1923년 9월, 창바이현에서 윤덕보와 함께 광정단 활동을 이어가던 도중 친일 성향의 중국 보갑대(保甲隊)의 습격을 받아 교전하다 전사했다.